# Hymenocephalus megalops
Hymenocephalus megalops es una especie de pez de la familia Macrouridae en el orden de los Gadiformes.

## Morfología
• Los machos pueden llegar alcanzar los 17 cm de longitud total.

## Hábitat
Es un pez de aguas profundas que vive entre 600-825 m de profundidad.

## Distribución geográfica
Se encuentran en Nueva Caledonia y Queensland (Australia ).